# Pareuplexia luteistigma
Pareuplexia luteistigma är en fjärilsart som beskrevs av W. Warren 1911. Pareuplexia luteistigma ingår i släktet Pareuplexia och familjen nattflyn. Inga underarter finns listade i Catalogue of Life.